# 336108 Luberon
336108 Luberon è un asteroide della fascia principale. Scoperto nel 2008, presenta un'orbita caratterizzata da un semiasse maggiore pari a 2,3519585 UA e da un'eccentricità di 0,1770911, inclinata di 2,03865° rispetto all'eclittica.